# Амур (Иркутская область)
Аму́р — село в Куйтунском районе Иркутской области России. Входит в состав Кундуйского сельского поселения.

## География
Село находится на расстоянии 22 км к юго-западу от посёлка городского типа Куйтун, административного центра района.

## История
Село было образовано в 1922 году, свое название получило от генерал-губернатора Восточной Сибири -  Николая Николаевича Муравьева-Амурского (1847-1861гг.).
На месте сегодняшнего поселения когда-от были покосы Ан-Станичных казаков. После октябрьской революции, жители ближайшей деревни Жердовки вытребовали у уездного председателя эти земли под село. В этих же окрестностях располагались "семейные заимки", что означает переселение целыми семьями. Переселенцы осваивали окрестности, обрабатывали землю, разводили скот, строили дома.
Эти земли были пригодны как для земледелия, так и для разведения скота, так же они были богаты ягодами, дичью, из недр били родники. 
Во время столыпинской реформы село стало пополняться переселенцами из разных уголков: Киева, Чернигова, Могилева. Село Амур располагалось недалеко от Московского тракта, через который проходили чехи, каппелевцы, которые зачастую отбирали и скот, и продукты.
Началось строительство тракта между Зимой и Тулуном. Он который должен был соединить будущие поселения с местами, где можно реализовать сельхозпродукцию или купить необходимое для хозяйства. Вследствие многих событий этот тракт так и остался недостроен.
В поселениях этого края преобладал общинный строй, благодаря которому было проще налаживать хозяйство. Сенокосы были выделены по наделам, пастбища были общими, лес так же был в вольном пользовании. В Амуре до революции было 10 гумен и 12 риг, как правило ими пользовались вскладчину.
С окончанием времен НЭПа, в селе произошли изменения относительно форм собственности: обобщение личных земельных наделов,
сельхозинвентаря, лошадей, скота в единое коллективное хозяйство. Первый колхоз образовался в 1933 году, в него вошли две бригады «Красный Амурец» и «Восток». В 1934 году открывается первая школа, которая до 1937 года располагалась в одном из домов. В 1937 году построили здание школы, которое функционирует до настоящего времени.
В 1936 году создается сельсовет Амурский, в который входят: Амур (78 дворов), Верный (56 дворов), Жердовка (31 двор), Сперанский (9 дворов). Так же в это время в селе появляется кино и радио. Во время Великой Отечественной войны многие жители ушли на фронт. В честь павших войнов 14 октября 1973 года в центре села был открыт обелиск памяти.

## Население
| 2002 | 2010 | 2011 | 2012 |
| ---- | ---- | ---- | ---- |
| 412  | ↘298 | ↘297 | ↘292 |

### Национальный состав
По данным Всероссийской переписи, в 2010 году в селе проживало 298 человек (141 мужчина и 157 женщин).